# باشگاه فوتبال ویارئال
باشگاه فوتبال ویارئال (به اسپانیایی: .Villarreal Club de Fútbol, S.A.D) که غالباً به شکل کوتاه شدهٔ ویارئال خوانده می‌شود، باشگاه فوتبالی اسپانیایی است که در شهر ویارئال -شهر کوچکی در منطقهٔ کاستلیون- قرار دارد. این تیم که در لیگ دسته اول باشگاه‌های فوتبال اسپانیا موسوم به لالیگا رقابت می‌کند، بازی‌های خانگی خود را در ورزشگاه ال مادریگا برگزار می‌کند.مهمترین افتخار آنها قهرمانی در لیگ اروپا ۲۰۲۱ است.
این باشگاه در سال ۱۹۲۳ تأسیس شد و بیشتر تاریخ خود را در دسته‌های پایین فوتبال اسپانیا گذراند و تنها در سال ۱۹۹۸ بود که توانست برای اولین بار حضور در لا لیگا را تجربه کند. در قرن بیست و یکم، ویارئال جایگاه خود را در دسته برتر فوتبال اسپانیا تثبیت کرد و در سال ۲۰۰۵ جواز حضور در لیگ قهرمانان اروپا را به دست آورد. در طی این مدت ویارئال در لیگ اروپا نیز رقابت داشت، اما در سال ۲۰۱۲ به دسته دوم فوتبال اسپانیا سقوط کرد. سال بعد و با نایب قهرمانی در سگوندا دیویسیون بار دیگر به لا لیگا بازگشت و تا به امروز در لیگ برتر باقی مانده‌است. ویارئال با شکست منچستر یونایتد در فینال لیگ اروپا در سال ۲۰۲۱ اولین افتخار بزرگ خود را به دست آورد.
ویارئال به دلیل داشتن لباس زرد رنگ در بازی‌های خانگی، و به دلیل داشتن تیمی با سطح پائینتر در مقایسه با تیم‌هایی چون رئال مادرید، بارسلونا، اتلتیکو مادرید و رقبای منطقه‌ای خود مانند والنسیا، به «زیردریایی‌های زرد» ملقب شده‌است. آنها بازی‌های خانگی خود را در ورزشگاه دِ لا سرامیکا انجام می‌دهند و به عنوان نمونه‌ای از یک باشگاه کوچک اما موفق شناخته‌شده‌اند.

## تاریخچه

### ۱۹۲۹–۱۹۲۳: سال‌های ابتدایی
ویارئال به عنوان باشگاه ورزشی ویارئال در ۱۰ مارس ۱۹۲۳ با هدف «گسترش همه ورزش‌ها به ویژه فوتبال» تأسیس شد. ورزشگاهی با مبلغ ماهانه ۶۰ پزوتا اجاره شد و قیمت بلیط برای مردان نیم پزوتا و برای کودکان یک‌چهارم پزوتا تعیین شد. زنان نیز اجازه ورود رایگان داشتند. در ۱۷ ژوئن ۱۹۲۳، کاستیون، رقیب امروزی ویارئال، اولین بازی‌اش را در برابر باشگاهی با نام میگل د ثروانتس انجام داد و در ۲۱ اکتبر همان سال، ویارئال در اولین بازی خود به مصاف کاستِیون رفت.
ویارئال در ابتدای کار با پیراهن‌های سفید و شورت‌های مشکی به میدان می‌رفت که رنگ‌های به کار رفته در اولین نشان باشگاه بود.

### ۱۹۹۸–۱۹۲۹: دوران حضور در دسته‌های پایین‌تر
از سال‌های ۱۹۲۹ تا ۱۹۳۰ به بعد، ویارئال وارد مسابقات منطقه‌ای در هرم فوتبال اسپانیا شد. در فصل ۳۵–۱۹۳۴، زمانی که تنها با یک برد به دسته دوم کشوری صعود می‌کردند، شکست در برابر کارتاخنا، امیدشان را نابود کرد. فصل بعد، درست قبل از شروع جنگ داخلی اسپانیا، قهرمان دسته اول لیگ منطقه‌ای شدند.
با پایان یافتن جنگ در سال ۱۹۳۹، ویارئال دوباره در دسته دوم منطقه‌ای رقابت کرد. با این حال، این باشگاه در اوایل دهه ۱۹۴۰ منحل شد و در سال ۱۹۴۲، باشگاه ورزشی فوگه‌تِکاث شکل گرفت که نامش، سرنام بنیانگذاران باشگاه بود؛ فونت، خیل، هِرِرو، تِولر، کاتالا و ثاراگوثا. این باشگاه یکی از چندین باشگاهی بود که به جای ویارئال منحل‌شده تأسیس شد. در سال ۱۹۴۶، این باشگاه جدید به فدراسیون فوتبال والنسیا پیوست و نام خود را به سی‌ای‌اف ویارئال تغییر داد که حرف «اف» را از ابتدای فوگه‌ته‌کاس اضافه کرده بودند.

## ترکیب فعلی
تا تاریخ ۳ فوریه ۲۰۲۵
| شماره |          | پست       | بازیکن                             |
| ----- | -------- | --------- | ---------------------------------- |
| ۱     | برزیل    | دروازه‌بان | لوئیس ژونیور                       |
| ۲     | کیپ ورد  | مدافع     | لوگان کاستا                        |
| ۳     | اسپانیا  | مدافع     | رائول آلبیول (کاپیتان)             |
| ۴     | ساحل عاج | مدافع     | اریک بایی                          |
| ۵     | فرانسه   | مدافع     | ویلی کامبولا                       |
| ۶     | اسپانیا  | هافبک     | دنیس سوارز                         |
| ۷     | اسپانیا  | مهاجم     | جرارد مورنو (کاپیتان سوم)          |
| ۸     | آرژانتین | مدافع     | خوان فویث                          |
| ۹     | کانادا   | مهاجم     | تیجان بیوکنن (قرضی از اینتر میلان) |
| ۱۰    | اسپانیا  | هافبک     | دنیل پارخو (کاپیتان دوم)           |
| ۱۱    | مراکش    | مهاجم     | الیاس آخوماش                       |
| ۱۳    | اسپانیا  | دروازه‌بان | دیه‌گو کانده                        |

| شماره |          | پست   | بازیکن         |
| ----- | -------- | ----- | -------------- |
| ۱۴    | اسپانیا  | هافبک | سانتی کومسانیا |
| ۱۵    | فرانسه   | مهاجم | تیرنو باری     |
| ۱۶    | اسپانیا  | هافبک | الکس بائنا     |
| ۱۷    | اسپانیا  | مدافع | کیکو فمنیا     |
| ۱۸    | سنگال    | هافبک | پیپ گی         |
| ۱۹    | ساحل عاج | مهاجم | نیکولاس پپه    |
| ۲۱    | اسپانیا  | مهاجم | یرمی پینو      |
| ۲۲    | اسپانیا  | مهاجم | آیوزه پرز      |
| ۲۳    | اسپانیا  | مدافع | سرگی کاردونا   |
| ۲۴    | اسپانیا  | مدافع | آلفونسو پدراسا |
| ۲۶    | اسپانیا  | مدافع | Pau Navarro    |

## افتخارات

### داخلی
لالیگا
 نائب قهرمان: ۰۸–۲۰۰۷
سگوندا دیویسیون
 نائب قهرمان: ۱۳–۲۰۱۲
سگوندا دیویسیون بی
 نائب قهرمان: ۸۸–۱۹۸۷، ۹۲–۱۹۹۱

### بین‌المللی
لیگ قهرمانان اروپا
- دو بار: نیمه نهایی ۰۶–۲۰۰۵، ۲۲–۲۰۲۱

لیگ اروپا
 قهرمان: ۲۱–۲۰۲۰
سوپر جام اروپا
 نایب قهرمان: ۲۰۲۱
جام اینترتوتو (منحل شده)
 قهرمان(۲): ۲۰۰۳، ۲۰۰۴

## واژه‌نامه
1. ↑  (به اسپانیایی: Villarreal Club de Fútbol S.A.D.)
2. ↑  (به اسپانیایی: El Submarí Groguet یا El Submarino Amarillo)
3. ↑  (به اسپانیایی: Club Deportivo Villarreal)
4. ↑  Club Deportivo Villarreal
5. ↑  CA Foghetecaz
6. ↑  Font
7. ↑  Gil
8. ↑  Herrero
9. ↑  Teuler
10. ↑  Catalá
11. ↑  Zaragoza
12. ↑  CAF Villarreal
13. ↑  F
14. ↑  Foghetecaz